# Městský stadion (Gjumri)
Městský stadion je fotbalový stadion v Gjumri v Arménii. V současnosti se nejčastěji používá pro fotbalové zápasy týmu FC Širak. Stadion má kapacitu 3 020 míst (vše sedadla). Stadion byl postaven v roce 1924 a zrekonstruován v roce 1999.